# Calceolaria incarum
Calceolaria incarum är en toffelblomsväxtart. Calceolaria incarum ingår i släktet toffelblommor, och familjen toffelblomsväxter.

## Underarter
Arten delas in i följande underarter:
- C. i. incarum
- C. i. sanchezii